# Kategoria e Parë 1962-1963
La Kategoria e Parë 1962-1963 fu la 25ª edizione della massima serie del campionato albanese di calcio concluso con la vittoria del Partizani, al suo nono titolo.
Capocannoniere del torneo fu Robert Jashari (Partizani Tirana) con 18 reti.

## Formula
Per la prima volta il campionato si svolse dall'autunno alla primavera secondo l'usanza delle nazioni centro-meridionali. Vennero ripescate le due squadre retrocesse l'anno precedente portandone così il numero a 12 che disputarono un turno di andata e ritorno per un totale di 22 partite.
L'ultima classificata retrocedette in Kategoria e Dytë.
La vincente si qualificò alla Coppa dei Campioni 1963-1964.

## Squadre
| Squadra             | Città    | Stadio | Stagione 1961      |
| ------------------- | -------- | ------ | ------------------ |
| Skënderbeu          | Coriza   |        | 6°                 |
| Labinoti            | Elbasan  |        | 4°                 |
| 17 Nëntori          | Tirana   |        | 3°                 |
| KF Partizani Tirana | Tirana   |        | Campione d'Albania |
| Dinamo Tirana       | Tirana   |        | 2°                 |
| Flamurtari          | Valona   |        | 5°                 |
| Besa Kavajë         | Kavajë   |        | 7°                 |
| Vllaznia            | Scutari  |        | 9°                 |
| Tomori              | Berat    |        | 10°                |
| Traktori            | Lushnjë  |        | 8°                 |
| Lokomotiva          | Durazzo  |        | Kategoria e Dytë   |
| Korabi Peshkopi     | Peshkopi |        | Kategoria e Dytë   |

## Classifica finale
|                    | Pos. | Squadra         | Pt | G  | V  | N  | P  | GF | GS | DR  |
| ------------------ | ---- | --------------- | -- | -- | -- | -- | -- | -- | -- | --- |
| Albania (bandiera) | 1.   | Partizani       | 36 | 22 | 15 | 6  | 1  | 53 | 15 | +38 |
|                    | 2.   | Dinamo          | 32 | 22 | 11 | 10 | 1  | 43 | 25 | +18 |
|                    | 3.   | Besa Kavajë     | 31 | 22 | 13 | 5  | 4  | 41 | 23 | +18 |
|                    | 4.   | 17 Nëntori      | 24 | 22 | 7  | 10 | 5  | 33 | 28 | +5  |
|                    | 5.   | Labinoti        | 22 | 22 | 8  | 6  | 8  | 37 | 32 | +5  |
|                    | 6.   | Lokomotiva      | 21 | 22 | 7  | 7  | 8  | 29 | 36 | -7  |
|                    | 7.   | Flamurtari      | 20 | 22 | 7  | 6  | 9  | 26 | 27 | -1  |
|                    | 8.   | Skënderbeu      | 19 | 22 | 6  | 7  | 9  | 21 | 25 | -4  |
|                    | 9.   | Vllaznia        | 18 | 22 | 5  | 8  | 9  | 27 | 29 | -2  |
|                    | 10.  | Tomori          | 18 | 22 | 5  | 8  | 9  | 27 | 32 | -5  |
|                    | 11.  | Traktori        | 15 | 22 | 4  | 7  | 11 | 17 | 42 | -25 |
|                    | 12.  | Korabi Peshkopi | 8  | 22 | 1  | 6  | 15 | 8  | 48 | -40 |

Legenda:

      Campione d'Albania
      Retrocesso in Kategoria e Dytë
Note:

Due punti a vittoria, uno a pareggio, zero a sconfitta.

## Verdetti
- Campione: Partizani Tirana
- Qualificata alla Coppa dei Campioni: Partizani Tirana
- Retrocessa in Kategoria e Dytë: Korabi Peshkopi